# Ann Harding
Ann Harding (født Dorothy Walton Gatley 7. august 1902, død 1. september 1981) var en amerikansk teater-, tv- og filmskuespiller. Harding fik sin filmdebut i 1929 og medvirkede i 70 film- og tv-produktioner. I 1920'erne var hun også en skuespiller på Broadway og havde stor succes i spillet Tarnish, der blev spillet i mere end et halvt år. Harding har to stjerner på Hollywood Walk of Fame, en for film og en for TV.

## Opvækst
Harding blev født som Dorothy Walton Gatley i Fort Sam Houston, San Antonio, Texas, som datter af George G. Gatley og Elizabeth "Bessie" Crabb. Efter hendes far havde en karriere som officer i hæren, rejste hun ofte i sine tidligere år. Hendes far blev født i Maine og tjente i USA's Expedition Corps i Første Verdenskrig. Han døde i San Francisco, Californien i 1931. Hun voksede op i East Orange, New Jersey og dimitterede fra East Orange High School. Harding gik derefter til Bryn Mawr College i Bryn Mawr, Pennsylvania.

## Karriere
Efter skolen fik hun et job som manuskriptoplæser. Hun begyndte at arbejde som skuespiller og gjorde hendes debut på Broadway i 1921. Hun blev hurtigt en sand hovedrolle indehaver, der holdt sig i form ved hjælp af Sylvia of Hollywood. Hun havde fremtrædende roller på Pittsburgh Theater for en tid, der opførte Sharp Company og senere begyndte Nixon-spillerne med Harry Bannister. I 1929 gjorde hun sin debut i Paris Bound, hvor hun spillede overfor Fredric March. I 1931 blev hun nomineret til en Oscar bedste kvindelige hovedrolle for sin rolle i Holiday.
Først under kontrakt med Pathé, som derefter blev købt af RKO blev Harding lanceret som studiets "svar" på MGM-superstjernen Norma Shearer, med Ronald Colman, Laurence Olivier, Myrna Loy, Herbert Marshall, Leslie Howard, Richard Dix og Gary Cooper, og blev ofte lånt til andre studier, såsom MGM og Paramount. Hos RKO udgjorde Harding sammen med Helen Twelvetrees og Constance Bennett en trio med speciale i kvindefilm-genren.
Hendes optræden blev ofte hyldet af kritikere, der sagde at hendes hengivenhed og sceneerfaring var store fordele til den dengang nye medie "talkie". Hardings anden film var Her Private Affair, hvor hun skildrede en kone af tvivlsom moral. Filmen var en stor kommerciel succes. I denne periode blev hun betragtet bredt som en af filmens smukkeste kvinder, med hendes lange blonde hår som en af hendes mest berømte kendetegn. Hendes film i løbet af sin tid med den mest succes omfatter The Animal Kingdom, Peter Ibbetson, When Ladies Meet, The Flame Within og Biography of a Bachelor Girl. Harding blev imidlertid i sidste ende typecastet som den uskyldige selvopofrende unge kvinde. Efter lunkne anmeldelser fra både kritikere og publikum til flere af hendes film hen mod slutningen af 1930'erne førte til at hun stoppede med at lave film, da hun giftede sig med dirigent Werner Janssen i 1937. Men hun vendte tilbage i 1942 for at lave Eyes in the Night og medvirkede i andre film. I 1956 spillede hun igen overfor Fredric March, denne gang i Manden i gråt.
I 1960 gjorde hun en tilbagevenden til Broadway efter et fravær på årtier - hun sidst havde gjort i 1927. I 1962 medvirkede hun i General Seeger, instrueret og produceret af George C. Scott, og i 1964 optrådte hun i Abraham Cochrane. Begge produktioner havde korte visningsperioder, hvor den foregående præstation kun havde tre forestillinger. Harding havde sin sidste rolle i 1965 i en episode af Ben Casey.

## Privatliv
Harding giftede sig med skuespilleren Harry Bannister i 1926. De havde et barn sammen, før de skiltes i 1932. Deres datter Jane blev født i 1928 og døde i december 2005. I 1937 blev Harding gift med Werner Janssen, den berømte dirigent. Janssen og Harding boede sammen i en række byer, før de flyttede til Californien for at arbejde tættere på Hollywood. Parret skiltes i 1962. Hendes dødsattest viste, at hun også havde en adoptivdatter, Grace Kaye Harding.

## Død
Den 1. september 1981 døde Harding i en alder af 79 i Sherman Oaks, Californien. Efter kremeringen blev hendes urne placeret på Forest Lawn Memorial Park i Hollywood Hills, Californien.
For hendes bidrag til film- og fjernsynsindustrien har hun to stjerner på Hollywood Walk of Fame, placeret i 6201 (film) og 6840 Hollywood Boulevard (TV).

## Broadway
| Dato                               | Produktion              | Rolle          |
| ---------------------------------- | ----------------------- | -------------- |
| 3. oktober 1921 – oktober 1921     | Like a King             | Phyllis Weston |
| 1. oktober 1923 – maj 1924         | Tarnish                 | Letitia Tevis  |
| 8. september 1924 – september 1924 | Thoroughbreds           | Sue            |
| 7. oktober 1925 – december 1925    | Stolen Fruit            | Marie Millais  |
| 23. marts 1926 – april 1926        | Schweiger               | Anna Schweiger |
| 28. september 1926 – marts 1927    | The Woman Disputed      | Marie-Ange     |
| 19. september 1927 – oktober 1927  | The Trial of Mary Dugan | Mary Dugan     |
| 28. februar 1962 – 1. marts 1962   | General Seeger          | Rena Seeger    |
| 17. februar 1964                   | Abraham Cochrane        | Myra Holliday  |

## Filmografi
| År   | Film                         | Rolle                           | Notering                                                                    |
| ---- | ---------------------------- | ------------------------------- | --------------------------------------------------------------------------- |
| 1929 | Paris Bound                  | Mary Hutton                     |                                                                             |
| 1929 | Her Private Affair           | Vera Kessler                    |                                                                             |
| 1929 | Straffekolonien              | Madame Vidal                    | Amerikansk bearbejdet titel: Condemned to Devil's Island, med Ronald Colman |
| 1930 | Holiday                      | Linda Seton                     | Nomineret til Oscar for bedste kvindelige hovedrolle.                       |
| 1930 | The Girl of the Golden West  | Minnie                          |                                                                             |
| 1931 | East Lynne                   | Lady Isabella                   | Filmen blev nomineret til Oscar for bedste film.                            |
| 1931 | Devotion                     | Shirley Mortimer                |                                                                             |
| 1932 | Prestige                     | Therese Du Flos Verlaine        |                                                                             |
| 1932 | Westward Passage             | Olivia Van Tyne Allen Ottendorf | Med Laurence Olivier                                                        |
| 1932 | The Conquerors               | Caroline Ogden Standish         | Amerikansk bearbejdet titel: Pioneer Builders                               |
| 1932 | The Animal Kingdom           | Daisy Sage                      | Britisk titel: The Woman in His House, med Leslie Howard                    |
| 1933 | When Ladies Meet             | Claire Woodruff                 | Med Myrna Loy                                                               |
| 1933 | Double Harness               | Joan Colby                      | Med William Powell                                                          |
| 1933 | The Right to Romance         | Dr. Margaret "Peggy" Simmons    | Med Robert Young                                                            |
| 1934 | The Life of Vergie Winters   | Vergie Winters / Virginia Wood  |                                                                             |
| 1934 | The Fountain                 | Julie von Marwitz               |                                                                             |
| 1934 | The Hollywood Gad About      | Sig själv                       | Kortfilm                                                                    |
| 1935 | Biography of a Bachelor Girl | Marion Forsythe                 |                                                                             |
| 1935 | Enchanted April              | Mrs. Lotty Wilkins              |                                                                             |
| 1935 | The Flame Within             | Doktor Mary White               |                                                                             |
| 1935 | Peter Ibbetson               | Mary, hertiginnan av Towers     | Med Gary Cooper                                                             |
| 1936 | The Lady Consents            | Anne Talbot                     |                                                                             |
| 1936 | The Witness Chair            | Paula Young                     |                                                                             |
| 1937 | Love from a Stranger         | Carol Howard                    | Alternativ titel: A Night of Terror, med Basil Rathbone                     |
| 1942 | Eyes in the Night            | Norma Lawry                     | Med Edward Arnold                                                           |
| 1943 | Mission to Moscow            | Mrs. Marjorie Davies            |                                                                             |
| 1943 | The North Star               | Sophia Pavlova                  | Amerikansk genklippet version: Armored Attack                               |
| 1944 | Nine Girls                   | Gracie Thornton                 |                                                                             |
| 1944 | Janie                        | Lucille Conway                  |                                                                             |
| 1945 | Those Endearing Young Charms | Mrs. Brandt (Kapten)            |                                                                             |
| 1946 | Janie Gets Married           | Lucille Conway                  |                                                                             |
| 1947 | It Happened on 5th Avenue    | Mary O'Connor                   |                                                                             |
| 1947 | Christmas Eve                | Faster Matilda Reed             | Amerikansk bearbejdet titel: Sinner's Holiday                               |
| 1950 | The Magnificent Yankee       | Fanny Bowditch Holmes           | Med Louis Calhern                                                           |
| 1950 | Two Weeks with Love          | Katherine Robinson              |                                                                             |
| 1951 | The Unknown Man              | Stella Mason                    | Alternativ titel: The Bradley Mason Story                                   |
| 1956 | Manden i gråt                | Helen Hopkins                   | Med Gregory Peck og Jennifer Jones                                          |
| 1956 | I've Lived Before            | Mrs. Jane Stone                 |                                                                             |
| 1956 | Strange Intruder             | Mary Carmichael                 |                                                                             |

## TV-serier
| År   | Titel                             | Rolle            | Notering                   |
| ---- | --------------------------------- | ---------------- | -------------------------- |
| 1955 | Crossroads                        | Hulda Lund       | 1 afsnit                   |
| 1955 | Studio 57                         | Martha Halstead  | 1 afsnit                   |
| 1956 | Front Row Center                  | Grammie          | 1 afsnit                   |
| 1959 | The DuPont Show with June Allyson | Naomi            | 1 afsnit, "Ruth and Naomi" |
| 1963 | The Defenders                     | Helen Bernard    | 1 afsnit                   |
| 1963 | Burke's Law                       | Annabelle Rogers | 1 afsnit                   |
| 1964 | Dr. Kildare                       | Mae Priest       | 1 afsnit                   |
| 1965 | Ben Casey                         | Edith Sommers    | 1 afsnit                   |